# Knaudenheim
Knaudenheim war ein Dorf, das am Rhein oberhalb der Städte Philippsburg und Germersheim lag. Das Dorf wurde im Jahr 1758 nach einem Dammbruch vom Rhein überflutet und danach aufgegeben. Die Bewohner wurden auf das am Hochufer neu gegründete Neu-Knaudenheim, das heutige Huttenheim, umgesiedelt.

## Geschichte

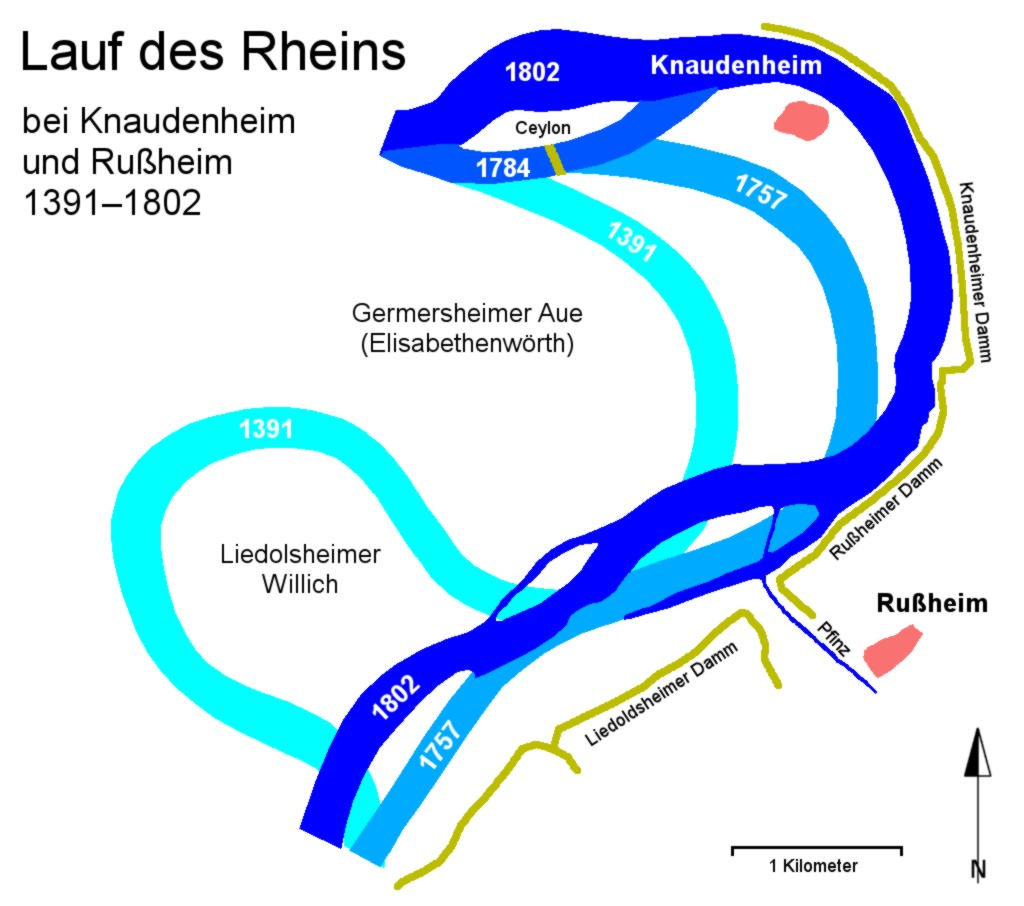
Lauf des Rheins bei Knaudenheim und Rußheim zwischen 1391 und 1802.

Knaudenheim wurde erstmals 1220 als Cnutenheim erwähnt, ist jedoch wahrscheinlich wesentlich älter. Ein 784 im Lorscher Codex erwähnter Ort Hiutenheim ist möglicherweise mit Knaudenheim identisch. Weitere Schreibweisen des Ortsnamens waren Knutenheim (1301, 1323), Knütenheim (1309), Kneutenheim (1341), Knaudenheym (1396), Knudenheym (1431) und Knudenheim (1467). Der Ortsname soll „Heim des Knudo“ bedeuten; der darin stehende Name Knud kehrt in dem Dorfnamen Knielingen wieder, das im Jahre 786 mit Cnutlinga bezeichnet wurde.
1316 gelangte Knaudenheim zusammen mit der Burg Udenheim (das heutige Philippsburg) unter Bischof Emich von Leiningen durch Kauf in den Besitz des Hochstifts Speyer. 1464 lebten circa 170 Menschen in Knaudenheim; 1618 war ihre Zahl auf etwa 700 gestiegen. Damit gehörte Knaudenheim zu den größeren Orten der Rheinniederung. Im Vergleich zu den Nachbarorten hatte Knaudenheim eine relativ große Gemarkung; das Dorf lebte überwiegend von der Landwirtschaft. Dabei konnten in der Rheinniederung im Vergleich zur höher gelegenen Niederterrasse hohe Erträge erzielt werden; zugleich waren die Äcker und Wiesen durch Hochwasser und Verlagerungen des Rheinlaufs gefährdet. Die Fischerei spielte im Vergleich zur Landwirtschaft eine untergeordnete Rolle; dokumentiert ist für die Jahre 1593 und 1616 der sogenannte Eisbruch, bei dem Fische in zugefrorenen Teilen des Rheins in Löchern gefangen wurden.
Knaudenheim war Zielort der Germersheimer Rheinfähre, die im Besitz der Kurpfalz stand. In ihrer Bedeutung der flussabwärts gelegenen Fähre von Rheinsheim untergeordnet, musste der Standort der Fähre wegen wandernder Kiesbänke mehrfach verlegt werden. Als Fährschiffe wurden sogenannte Nähen eingesetzt; flache, breite Schiffe, mit denen auch Wagen und Vieh übergesetzt werden konnten.
Im 17. Jahrhundert sank die Einwohnerzahl Knaudenheims als Folge des Dreißigjährigen Krieges und des Pfälzischen Erbfolgekrieges. Für 1698 werden 125 Einwohner angegeben; dabei waren die Bevölkerungsverluste während des Erbfolgekrieges überwiegend durch Wegzug bedingt. Die Äcker Knaudenheims wurden nicht mehr vollständig bestellt, so dass sich Schilf, Gebüsch und Wald ausbreiteten. 1756 war die Zahl der Einwohner auf circa 400 gestiegen.

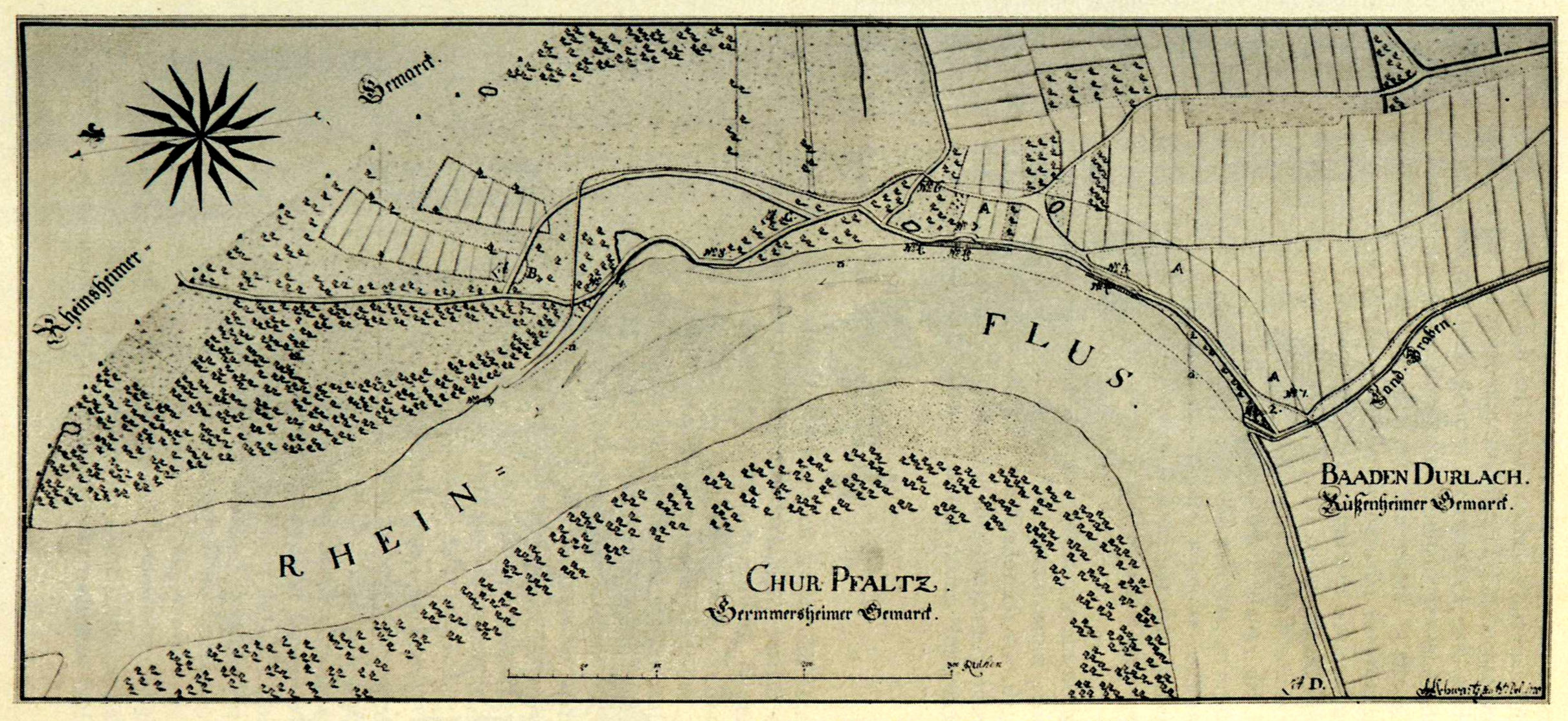
Der Rhein bei Alt-Knaudenheim 1770. Am Prallhang des Rheins ist auch nach der Aufgabe Knaudenheims 1758 die Rückverlegung von Dämmen und Straßen erforderlich, in der Mitte die Insel Ceylon.

Ende des 14. Jahrhunderts war der Flusslauf noch über einen Kilometer von Knaudenheim entfernt. Durch fortgesetzte Erosion am Prallhang der Rheinschlinge um die Germersheimer Au (das heutige Elisabethenwörth) näherte sich im 18. Jahrhundert der Rhein dem Dorf Knaudenheim. Der Bedrohung durch den Fluss versuchte man durch ständige Rückverlegung und Erneuerung der Dämme zu begegnen. 1740 ertranken bei einem Hochwasser zwei Einwohner sowie circa 50 Stück Vieh. Ein Gutachten von 1740 schlug eine Ufersicherung mit 13 Kribben vor; die Verwirklichung des Vorschlags scheiterte an den hohen Kosten sowie an kurpfälzischen Einsprüchen, da eine Gefährdung des linken Rheinufers befürchtet wurde. Anfang 1750 entfernten Kurpfälzer aus dem Oberamt Germersheim Ufersicherungen bei Knaudenheim.
Am 24. Juli 1758 führte ein schweres Hochwasser zu einem Dammbruch, in dessen Folge Knaudenheim wochenlang bis zu 2,5 Meter hoch überflutet wurde. Die Bewohner retteten sich auf Dächer oder Speicher. Ein neuer Damm hätte so durch den Ort geführt werden müssen, dass er der Kirche und zahlreichen Häusern keinen Schutz mehr bot. Der Speyrer Bischof Franz Christoph von Hutten stimmte dem Wunsch der Bewohner nach Verlegung Knaudenheims an einen hochwassersicheren Ort zu. Neu-Knaudenheim entstand auf dem Hochufer gut drei Kilometer südöstlich der alten Ortslage; es wurde 1760 zu Ehren des Bischofs in Huttenheim umbenannt.
Auch nach der Verlegung des Ortes setzten sich die Probleme mit dem Rheinverlauf fort: Mehrfach mussten Dämme zurückverlegt werden. 1786 einigten sich Speyer und die Kurpfalz darauf, an beiden Ufern nur defensive Sicherungen zu bauen, die nicht in den Fluss ragen. 1787 wollte die Kurpfalz die neu entstandene Insel Ceylon, gut einen Kilometer flussabwärts von Knaudenheim gelegen, beseitigen, da sie die Stadt Germersheim gefährdete. Dies gelang nur teilweise; es entstand ein Engpass, der Hochwasser und Eisgang aufstaute und noch in den Gemarkungen von Rußheim und Liedolsheim zu Überschwemmungen führte. Zudem verstärkte sich die Erosion am Prallhang bei Knaudenheim, so dass sich die ehemalige Ortslage seit circa 1800 links des Rheins befand. Seit dem Bau des Germersheimer Durchstichs (1826–1833) im Zuge der Rheinbegradigung unter Johann Gottfried Tulla befindet sich das ehemalige Knaudenheim wieder rechts des Rheins.

## Gegenwart

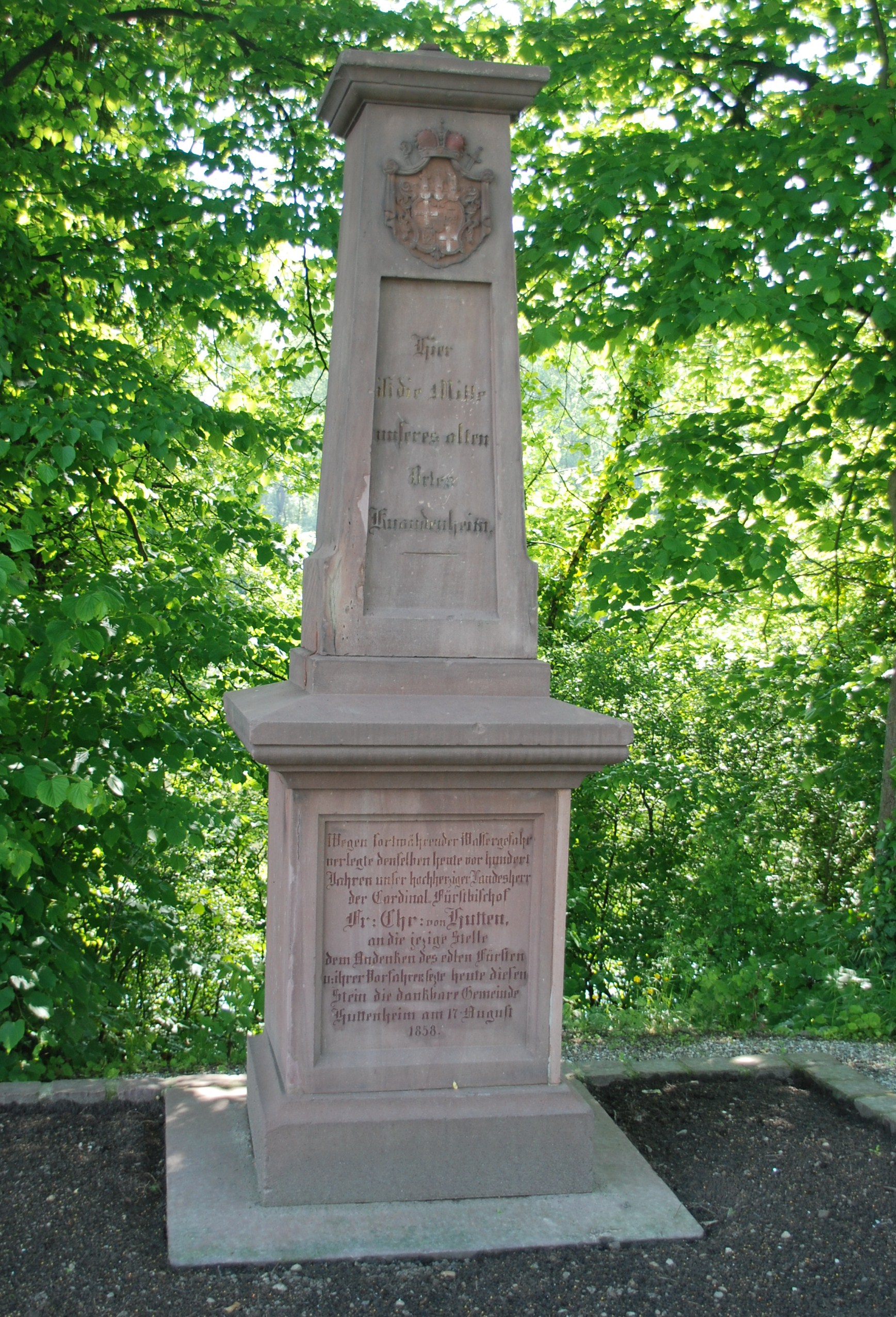
Knaudenheim-Denkmal am Rußheimer Altrhein.

An Alt-Knaudenheim erinnert heute noch der Gewannname Im alten Dorf. Ebenso deuten die Gewanne Gaßwiese sowie In den Gärten auf die Nähe des alten Dorfes hin.
Am Rußheimer Altrhein wurde 1858 ein Gedenkstein errichtet. Die Inschrift darauf lautet:
Hier

ist die Mitte

unseres alten

Ortes

Knaudenheim.

Wegen fortwährender Wassergefahr

verlegte denselben heute vor hundert

Jahren unser hochherziger Landesherr

der Cardinal=Fürstbischof

Fr: Chr: von Hutten,

an die jezige Stelle

dem Andenken des edlen Fürsten

u: ihrer Vorfahren sezte heute diesen

Stein die dankbare Gemeinde

Huttenheim am 17 August

1858.